# Federico Velázquez
Federico Velázquez, vollständiger Name Federico Gastón Velázquez Brandon, (* 20. Mai 1986 in Montevideo) ist ein uruguayischer ehemaliger Fußballspieler.

## Karriere

### Verein
Der 1,87 Meter große Defensivakteur gehörte 2003 der Nachwuchsabteilung Nacional Montevideos an. Im ersten Halbjahr 2007 stand er in Reihen von El Tanque Sisley. Anfang Juli 2007 wechselte er zu den Rampla Juniors, bei denen er in der Saison 2007/08 14 Spiele (kein Tor) in der Primera División absolvierte. In der Apertura 2008 war Juventud sein Arbeitgeber. Beim Klub aus Las Piedras bestritt er fünf Erstligapartien (kein Tor). Sodann steht 2009 eine Karrierestation beim Club Atlético Atenas in San Carlos für ihn zu Buche. Von August 2009 bis Ende Juni 2012 war er erneut Spieler von El Tanque Sisley und lief dort in der Saison 2009/10 in mindestens zwei Begegnungen der Segunda División und während der Spielzeiten 2010/11 und 2011/12 in insgesamt 46 Erstligaspielen auf. Einen Treffer erzielte er nicht. Im Juli 2012 folgte ein erneuter Wechsel zu den Rampla Juniors. Mitte August 2013 schloss er sich dem argentinischen Klub Guillermo Brown an. Nach 58 Ligaeinsätzen, bei denen er insgesamt zwei Tore schoss, kehrte er Anfang 2016 wieder zu El Tanque Sisley zurück. In der Clausura 2016 wurde er in fünf Spielen (ein Tor) der höchsten uruguayischen Spielklasse eingesetzt. Anfang Juli 2016 folgte sein Wechsel zu Deportivo Madryn und ein Jahr später zum Club Cipolletti. 2018 kehrte er nach Uruguay zurück und schloss sich dem Albion FC an. 2022 beendete er nach seinem dritten Engagement bei den Rampla Juniors seine Karriere.

### Nationalmannschaft
Velázquez gehörte der von Jorge Da Silva trainierten U-17-Auswahl Uruguays an, die an der U-17-Südamerikameisterschaft 2003 in Bolivien teilnahm.